# Wolraths Bryggeri
Wolraths Bryggeri är ett ölvarumärke från Sverige, företaget driver sedan 2023 ett bryggeri i Sundbybergs kommun.
Wolraths Bryggeri brygger flera sorters öl och mjöd med experimentella smakprofiler.
Wolraths Bryggeri arrangerar regelbundet evenemang i en källarlokal på Tulegatan, Sundbyberg som är öppna för allmänheten. Vid dessa evenemang får gästerna möjlighet att provsmaka flera av bryggeriets egenproducerade ölsorter och lära sig om dryckernas karaktär och tillverkningsprocess.

## Historia
Wolraths Bryggeri grundades 19 maj 2023.
Bryggeriet har sedan 2024 arrangerat evenemang där besökare får provsmaka bryggeriets egenproducerade ölsorter.

## Ölsorter
- Tulegatans Lager
- Dalgångens Pilsner
- Fredsgatans IPA
- Vintergatans NEIPA
- Lord Nelson IPA
- Vintergatans Stout
- Sturegatans Suröl

## Övriga produkter
- Ingos Mjöd